# 권이진의 묘역
권이진의 묘역(權以鎭의 墓域)은 대전광역시 중구 어남동에 있는 조선시대 권이진의 묘역이다. 2012년 4월 27일 대전광역시의 기념물 제43호로 지정되었다.

## 지정 사유
유회당 권이진은 조선후기인 17세기 대전지역에서 출생하여 학문적으로나 역사적으로 이름난 인물이었으며, 묘역은 원형을 잘 유지하고 각종 석물의 상설제도가 당시의 시대상을 잘 반영하는 것으로서 보존상태도 양호하다. 또한 묘역 내 위치하는 귀후재와 신도비도 문화재로서 가치가 높다.
묘역은 권이진의 묘소, 귀후재, 신도비를 포함한다.

## 같이 보기
- 권이진

## 참고 자료
- 권이진의 묘역 - 국가유산청 국가유산포털